# Überkonsum
Überkonsum (oder Überkonsumption; englisch overconsumption) ist in der Volkswirtschaftslehre ein übertriebenes Konsumverhalten der Verbraucher, das in einem über die Sättigungsmenge hinausgehenden Konsum zum Ausdruck kommt. Gegensätze sind der Unterkonsum, dem eine Nachfragelücke nach Konsumgütern zugrunde liegt, und die Konsumverweigerung.
Beim Überkonsum sind unmittelbar lediglich Konsumgüter, nicht aber Investitionsgüter betroffen. Deshalb geht der Überkonsum vom Konsumgütermarkt und nicht vom Investitionsgütermarkt aus. Hier wird der Überkonsum als Überinvestition bezeichnet.
Die Wirtschaftsethik unterstellt, dass Leichtsinn der Verbraucher zu Überkonsumption führe, zu einem Zuviel-Kaufen im Verhältnis zu den eigenen Mitteln und zu geringerer Sorgfalt und Vorsicht im Umgang mit Geld. Das „Zuviel-Kaufen“ kann sich auch aus Rabattangeboten („zwei Stück zum Preis von einem“) oder Spontankäufen ergeben, bei denen mehr gekauft wird als dem ursprünglichen Bedarf entspricht.
Graphisch kann der Überkonsum in einer überproportional steigenden Konsumkurve visualisiert werden. Die Grenzrate des Konsums steigt und ist größer als die durchschnittliche Konsumquote. Ist die Nachfrageelastizität des Konsums {\displaystyle >1}, handelt es sich um superiore Güter (wie Luxusgüter), bei denen häufig Überkonsum anzutreffen ist. Aber auch die Lebensmittelverschwendung kann als Überkonsum interpretiert werden, auch wenn Lebensmittel zu den normalen Gütern gehören. Ein Angebotsüberhang kann zum Überkonsum werden, wenn der Preisdruck zunimmt und dadurch die betroffenen Güter und Dienstleistungen in die Zahlungsbereitschaft gering verdienender Käuferschichten hineinwachsen. 

## Geschichte
Überkonsum und Marktsättigung fanden sich bereits als psychische Grundlagen relativer Sättigung in den Schriften des Georges-Louis Leclerc de Buffon. Thomas Robert Malthus nahm 1820 – ausgehend von Jean-Charles-Léonard Simonde de Sismondi – an, dass der Kapitalismus zur Überproduktion → Überpopulation → Überkonsumption neige. John Stuart Mill meinte 1848, dass fortschreitendes Konsumwachstum keinen Wohlstandsgewinn mehr bringen würde. Er favorisierte den Stillstand des Wirtschaftswachstums auf hohem Wohlstandsniveau. Hermann Heinrich Gossen legte mit seinem ersten Gossenschen Gesetz aus 1854 den Grundstein für die Sättigungsmenge im Sinne eines abnehmenden Grenznutzens. 
Für Franz Oppenheimer war 1895 die Überkonsumption die Ursache für eine spätere Unterproduktion. John Maynard Keynes zufolge spart ein Privathaushalt einen umso größeren relativen Anteil seines Einkommens, je höher sein Einkommen ist; dementsprechend konsumieren die Besserverdiener und Reichen immer weniger und neigen zur Unterkonsumption. Entsprechend tendieren die Geringverdiener und Armen dazu, das zu konsumieren, was die anderen nicht verbrauchen und auch nicht nachfragen würden, betreiben also Keynes zufolge Überkonsumption.
Andrew Glyn/Robert B. Sutcliffe schufen 1972 eine Theorie der Überkonsumption, bei der sie davon ausgingen, dass die Krisenanfälligkeit des Kapitalismus auch von der Überkonsumption verursacht würde. Wachsende Wettbewerbsfähigkeit der Dritten Welt mit steigenden Exporten und höherem Beschäftigungsstand führten in jenen Ländern zu Vollbeschäftigung, wodurch eine Tendenz zur Überkonsumption entsteht. Die monetäre Überinvestitionstheorie betont, dass die Ursache einer Wirtschaftskrise der Überkonsum sei. Ist ein Konjunkturumschwung eingetreten, so hilft eine Steigerung der Konsumgüternachfrage, eine Depression zu vermeiden, was aber nicht immer gilt. Konsumsättigung kann theoretisch nur dort auftreten, wo es keinen neuen Bedarf und somit auch keine neue Güternachfrage gibt.
Für Karl Georg Zinn stellen Überkonsum und Konsumsättigung weltweit sowohl wirtschaftsgeografisch als auch wirtschaftsgeschichtlich „Minderheitenprobleme“ dar, doch wird die Globalisierung hierdurch beeinflusst.

## Marketing und Werbung
Es wird argumentiert, dass Marketing durch Werbung zum Überkonsum beitrage und Konsumenten zur Kaufentscheidung von Gütern und Dienstleistungen bewege, die sie eigentlich nicht brauchen. Marketing fördere den übermäßigen Verbrauch, Überkonsum und Verschwendung bis hin zur Förderung von Umweltkatastrophen. Die Konsumsoziologie vertritt die Ansicht, dass Werbung und Public Relations entscheidend die Überkonsumption in den Konsumgesellschaften förderten. Das Medium Internet kann ebenfalls zur Überkonsumption beitragen.

## Güterwirtschaft
In der Ernährungswissenschaft wird mit Überkonsum der über den Hunger oder Durst hinausgehende Genuss von Lebensmitteln, Genussmitteln und Getränken bezeichnet und kann als euphemistische Umschreibung einer Sucht interpretiert werden. Die exzessive Güternachfrage führt letztlich zur Lebensmittelverschwendung, messbar am Übergewicht. Empfohlen wird beispielsweise ein abwechslungsreiches Trinken, damit es nicht zum Überkonsum von Getränken wie Kaffee oder alkoholischen Getränken kommt.
John Kenneth Galbraith prägte 1958 den Begriff der Überflussgesellschaft (englisch affluent society) und beschrieb sie als die Schaffung von Überkapazitäten in der Industrie, die zur Auslastung zwingen und zur Überproduktion neigen, die wiederum beim Verbraucher neue Bedürfnisse durch Werbung wecken müsse, die er vorher nicht gehabt habe. Auch die Überflussgesellschaft nimmt am Überkonsum von Gütern und Dienstleistungen teil, der unter anderem aus dem „Mithalten mit den Nachbarn“ (englisch keeping up with the Joneses) beim Geltungskonsum besteht.

## Ökologie
Überkonsum hängt stark mit dem ökologischen Fußabdruck zusammen, denn der übermäßige ökologische Verbrauch beschleunigt den Ressourcenverbrauch. China hinterlässt pro Kopf einen halb so großen ökologischen Fußabdruck wie die USA, obwohl die Bevölkerung viermal so groß ist wie die der USA. Während die Erde eine Biokapazität von 12 Milliarden globalen Hektar (gha) bereitstellt, beläuft sich unser globaler ökologischer Fußabdruck auf 18,2 Milliarden gha, was einem enormen Überkonsum von natürlichen Ressourcen gleichkommt. Die Erde wird durch Überkonsumption mit 30 % überbeansprucht, so dass die Grenze des ökologischen Fußabdrucks bereits 1988 überschritten wurde.
Auf dem Energiemarkt kann beobachtet werden, dass nichterneuerbare Rohstoffe im Hinblick auf ihre knappe Reichweite zu geringeren Rohstoffpreisen gehandelt werden als sie wegen ihrer natürlichen Knappheit haben müssten. Für Erik Olin Wright folgt daraus eine Unterbewertung der Marktpreise, die den Überkonsum dieser Rohstoffe fördert.

## Marktpsychologie
Die Marktpsychologie versucht, die Kaufmotive des Verbrauchers, die zu Überkonsum führen, zu untersuchen. Der Käufer, der in der Befriedigung immaterieller Bedürfnisse (Ehre, Geborgenheit, Liebe, Prestige, Respekt, Sicherheit, Wunsch nach Gerechtigkeit, aber auch Kino, Konzert oder Theater) exogen beschränkt ist, wird die erhöhte Befriedigung materieller Bedürfnisse zum Ausgleich vornehmen, um durch Habgier und Überkonsum sein Glücksempfinden aufrechtzuerhalten. Erhöht sich im Zeitablauf die individuelle Bewertung materieller Bedürfnisse, so werden Kaufanreize zur Befriedigung dieser Bedürfnisse ausgelöst. 
Konsumismus und dessen Extremform Kaufzwang sind ein Kaufverhalten, das Überkonsum zur Folge hat.

## Externe Effekte
Insbesondere bei öffentlichen Gütern mit Rivalität im Konsum kann es zu einem Marktversagen kommen. Das Marktversagen tritt in Form von externen Effekten beim Überkonsum auf. Die Nutzung dieser Güter ist für jeden kostenlos, jedoch ist nur eine begrenzte Menge von ihnen vorhanden. Das Straßennetz beispielsweise ist ein solches öffentliches Gut, das für jeden Verkehrsteilnehmer kostenlos zugänglich ist (ausgenommen bei der Maut), aber nur begrenzt vorhanden ist (Unterproduktion). Es kann zu einem Überkonsum (Übernutzung) kommen, der Verkehrsstau genannt wird und einen negativen externen Effekt darstellt. Dabei neigen die Empfänger negativer externer Effekte zu Überkonsumption (Verkehrsteilnehmer), Absender zu Unterproduktion (Straßenbau). Positive externe Effekte sind im Regelfall mit einem Unterkonsum des Gutes auf einem Markt verbunden, negative externe Effekte mit einem Überkonsum im Vergleich zum Pareto-Optimum. Im Alltag ist dies auch beim gewerblichen Fischfang als negativem externen Effekt am ehesten nachvollziehbar. Jeder fängt so viele Speisefische wie es geht, und irgendwann kommt es zur Überfischung (Überkonsum), der staatlich durch Fangquoten begegnet werden muss.